# 1731
1731 (MDCCXXXI) var ett normalår som började en måndag i den gregorianska kalendern och ett normalår som började en fredag i den julianska kalendern.

## Händelser

### April
- 21 april – Nora drabbas av en stadsbrand.[1]

### Okänt datum
- Vänskapen mellan Storbritannien och Frankrike upphör och ersätts i freden i Wien av ett avtal mellan Kungariket Storbritannien och Habsburgska monarkin, vilket är olyckligt, eftersom Arvid Horn byggt upp sin utrikespolitik på den tidigare vänskapen. Arvid Horn vill avgå som kanslipresident, men hindras av ständerna, bland annat på grund av det nya utrikespolitiska läget.
- Svenska Ostindiska Companiet bildas och får mononpol på all svensk handel bortom Godahoppsudden. Kompaniets huvudsäte ligger i Göteborg och syftet med monopolet är att öka fjärrhandeln.
- Den franske författaren Voltaire ger ut boken Histoire de Charles XII (Karl XII), om den svenske kungen.

## Födda
- 2 februari – Fredrik Sparre, svensk greve och ämbetsman, rikskansler 1792–1797.
- 19 mars – Gabriela Silang, filippinsk upprorsledare.
- 23 mars – Catherine Macaulay, brittisk historiker.
- Maj – Gustaf Filip Creutz, svensk diplomat, skald, riksråd, en av rikets herrar samt kanslipresident 1783–1785.
- 16 juli – Samuel Huntington, amerikansk jurist, politiker och revolutionär.
- 1 september – Ove Høegh-Guldberg, dansk politiker.
- 7 september – Elisabetta de Gambarini, brittisk kompositör.
- 4 november – Maria Josefa av Sachsen, fransk kronprinsessa.
- Jacques-Christophe Valmont de Bomare, fransk naturvetenskapsman.

## Avlidna
- 27 januari – Bartolomeo Cristofori.
- 21 april – Daniel Defoe, brittisk författare och journalist.
- 11 maj –  Mary Astell, brittisk författare, feminist och retoriker.
- 29 december – Brook Taylor, brittisk matematiker.

### Fotnoter
1. ↑  ”Värmlands brandhistoriska klubb”. Arkiverad från originalet den 12 oktober 2011. https://www.webcitation.org/62NB7kO36?url=http://www.brandhistoriska.org/olyckor_se.html. Läst 25 mars 2011.